# Taxa rosa

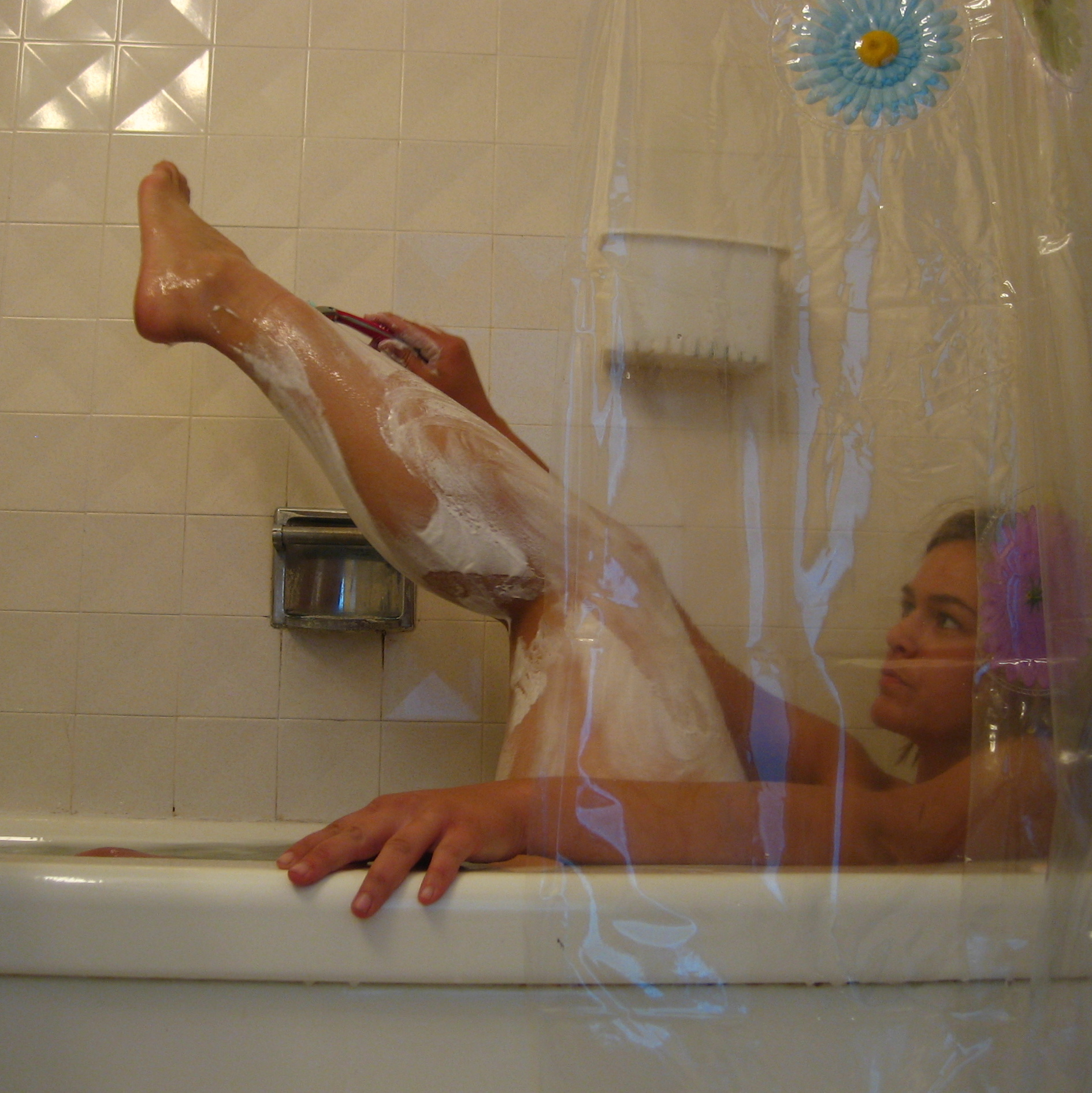
Dona usant una fulla d'afaitar de color rosa, probablement igual que les blaves, negres o d'altres colors, però més cara

Taxa rosa o taxa a la dona és com es coneix popularment la diferència de preu que té en el mercat un producte etiquetat per al públic femení respecte a un d'igual, però que no porta aquesta etiqueta. A alguns països europeus, el fet que un producte sigui dirigit especialment per a dones fa que el seu preu augmenti entre un 20% i un 50%, encara que la qualitat no sigui superior. Sovint l'única diferència és que el producte passi a ser de color rosa, com típicament les fulles d'afaitar, encara que només per a un 3% de dones aquest sigui el seu color favorit. Ha estat denunciat per diversos col·lectius socials, els quals el consideren un "impost ocult" discriminatori per a les dones, ja que les fa pagar de més pel mateix producte.
A França, el col·lectiu Georgette Sand va presentar al Ministeri d'Economia prop de 50.000 signatures per a exigir l'aprovació de mesures per a posar fi a aquesta discriminació, basant-se en l'estudi sobre les diferències de preu de certs productes i serveis segons el gènere del públic a qui va dirigit, realitzat per la secretaria d'Estat dels drets de les dones i per la direcció general de la competència, del consum i de la repressió del frau. Aquest estudi no contempla alguns productes i serveis, com per exemple, la perruqueria, on també les dones solen pagar preus més alts que els homes. Una dona pot arribar a pagar prop de 1.400 euros més a l'any que els homes per productes similars. A França el salari mitjà de les dones és un 27% inferior al dels homes i a Catalunya, un 28%. La lluita contra la taxa rosa reivindica que les dones tenen dret al mateix poder econòmic que els homes, i no a cobrar menys i pagar més.

## Exemples
- La consola de joc Casio Loopy, encarada a les adolescents japoneses.